# 尖齒兔脂鯉
尖齒兔脂鯉，為輻鰭魚綱脂鯉目脂鯉亞目上口脂鯉科的其中一個種，分布於南美洲亞馬遜河及圭亞那淡水流域，體長可達33公分，棲息在中底層水域，雄魚於1年性成熟，雌魚則需2年，繁殖期在每年11月至隔年3月，雌魚一次可產10萬至20萬顆卵。